# Nychiodes mauretanica
Nychiodes mauretanica är en fjärilsart som beskrevs av Eugen Wehrli 1929. Nychiodes mauretanica ingår i släktet Nychiodes och familjen mätare. Inga underarter finns listade i Catalogue of Life.